# South Huish
South Huish – wieś i civil parish w Anglii, w Devon, w dystrykcie South Hams. W 2011 civil parish liczyła 473 mieszkańców. South Huish jest wspomniana w Domesday Book (1086) jako Hewis/Heuis. Na terenie civil parish znajdują się: Galmpton i Hope Cove (Inner Hope / Outer Hope).